# Onur Atilla
Rüştü Onur Atilla (* 18. Mai 1986 in Istanbul) ist ein türkischer Schauspieler.

## Leben und Karriere
Atilla wurde am 18. Mai 1986 in Istanbul geboren. Er studierte an der Anadolu Üniversitesi. Sein Debüt gab er 2007 in der Fernsehserie Kavak Yelleri. Anschließend spielt er in der Serie Huzurum Kalmadı mit. 2014 heiratete er Sinem Ayyıldız. Unter anderem bekam Atilla 2016 in dem Film Dedemin Fişi due Hauptrolle. Seine nächste Hauptrolle bekam er 2019 in dem Film Hareket Sekiz.

## Filmografie (Auswahl)
Filme
- 2014: Eyyvah Eyvah 3
- 2016: Dedemin Fişi
- 2018: Cici Babam
- 2019: Hareket Sekiz

Serien
- 2007: Kavak Yelleri
- 2007: Şen Yuva
- 2009: Huzurum Kalmadı
- 2009: Kahve Bahane
- 2013: Güldür Güldür